# Derrick Atkins
Derrick Atkins, född 5 januari 1984, är en friidrottare från Bahamas (sprinter). Atkins föddes på Jamaica men flyttade redan som tvååring till Bahamas. 
Atikins första mästerskap var VM i Helsingfors 2005 där han åkte ut i första omgången. Under 2006 blev han tvåa i de karibiska mästerskapen på 100 meter och sänkte sitt personliga rekord till under 10 sekunder. Under 2007 vann Atikins 100 meters loppet vid Golden League tävlingen i Paris. I VM-finalen 2007 noterade Atkins nationsrekord med tiden 9,91 (det tidigare hade Atkins själv med 9,95), vilket räckte till en silvermedalj bakom Tyson Gay (9,85). Noterbart är att finalloppet löptes i motvind.
Atikins deltog även vid Olympiska sommarspelen 2008 där han blev utslagen i semifinalen på 100 meter. 

## Medaljer
Silver
- VM 2007: 100 meter (9,91 NR)